# Oryctodromeus cubicularis
Oryctodromeus cubicularis és una espècie de petit dinosaure ornitòpode que va viure al Cenomanià, Cretaci mitjà, en el que actualment és Nord-amèrica. Les seves restes fòssils es van trobar a la formació Blackleaf, al sud-oest de Montana.